# Héctor Martín Cantero
Héctor Martín Cantero (nacido 9 de septiembre de 1990), alias marcan, es un hacker de seguridad conocido por hackear varias generaciones de PlayStation, Wii y otros dispositivos.

## Biografía

### Educación
Cantero fue a la Escuela Americana de Bilbao, donde  recibió su educación primaria y secundaria.

### Carrera
Desde 2011, ha sido miembro voluntario de la organización de las LAN partys Euskal Encounter, Gipuzkoa Encounter y Araba Encounter. Se encarga de coordinar el área de Software Libre, donde organiza la competición Hack-It y Solve-It (una competición sobre programación, criptografía, y diferentes retos lógicos) y la competición "AI Contest", donde los concursantes programan un bot capaz de jugar a un juego de captura de faros que toma decisiones de manera autónoma durante el desarrollo de la partida.
Entre otros muchos proyectos, formó parte del Equipo Twiizers, donde fue responsable de ingeniería inversa, hackear el Wii. y crear las herramientas para establecer la comunidad de homebrew. Fue el primero en crear un controlador de código abierto para el Microsoft Kinect por ingeniería inversa, por lo que fue ampliamente reconocido. Sony lo demandó por hackear la PlayStation 3. En 2016, migró Linux al PlayStation 4 y lo presentó en el 33º Chaos Communication Congress de Berlín, corriendo Steam dentro de Linux. Creó la herramienta usbmuxd para sincronizar datos entre iPhones y ordenadores Linux. En 2021, creó el proyecto Asahi Linux el cual ha liderado desde entonces. Durante el desarrollo Cantero descubrió la vulnerabilidad "M1racles" en la plataforma Apple M1.